# Ismail II av Granada
Ismail II av Granada, död 1360, var sultan av Granada 1359–1360.
Hans kusin och svåger Muhammad VI och hans mor Rim (konkubin) avsatte 1359 hans halvbror Muhammad V och uppsatte honom på tronen. Han beskrivs som svag, passiv och lättledd av att ha levt sitt liv isolerad i ett harem. 1360 avsattes och dödades Ismail av sin svåger-kusin Muhammad VI. 